# オデッサ駅
オデッサ駅（ウクライナ語: "Одеса-Головна"）は、ウクライナ鉄道・オデッサ鉄道の主要ターミナル駅である。ウクライナ南部の港町オデッサの中央駅。

## 概要
1884年の開業時の駅舎は第二次世界大戦で破壊された。現在の駅舎は1952年に再建されたものであるが、旧駅舎の遺構が一部使われている。駅舎は2006年にも大規模な改修工事が行われた。駅は頭端式でウクライナの主要都市行きに加えて、モスクワ、ミンスク行きなどの国際列車も発着する。

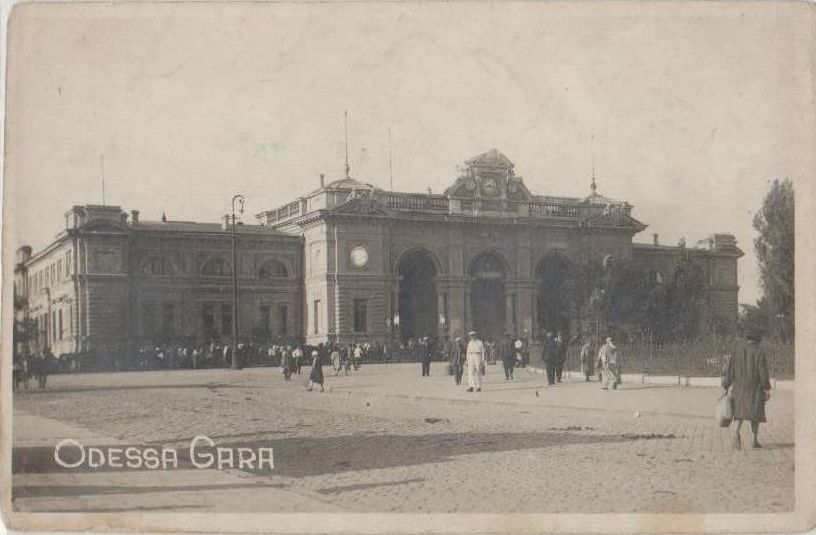
旧駅舎
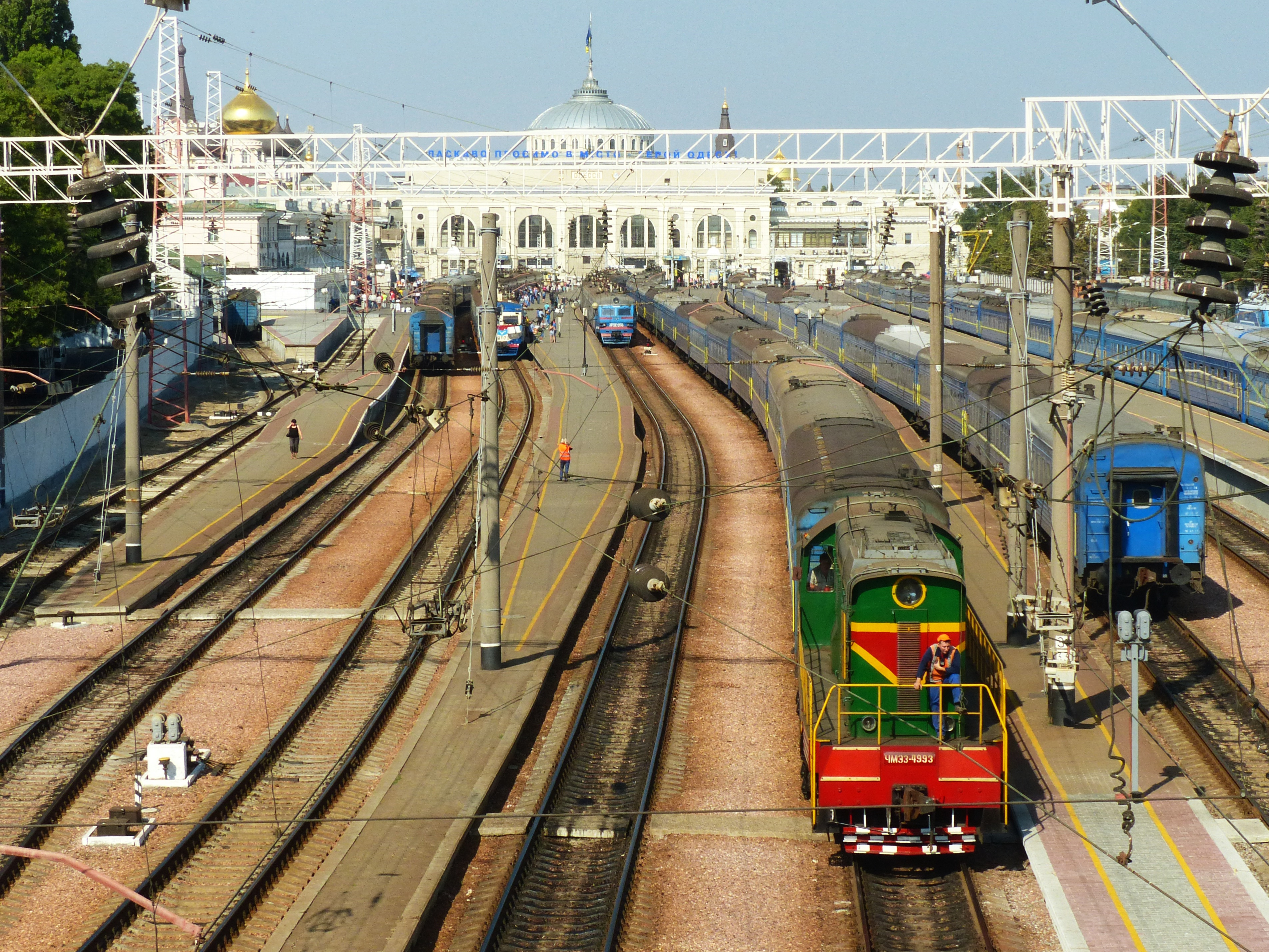
プラットフォーム
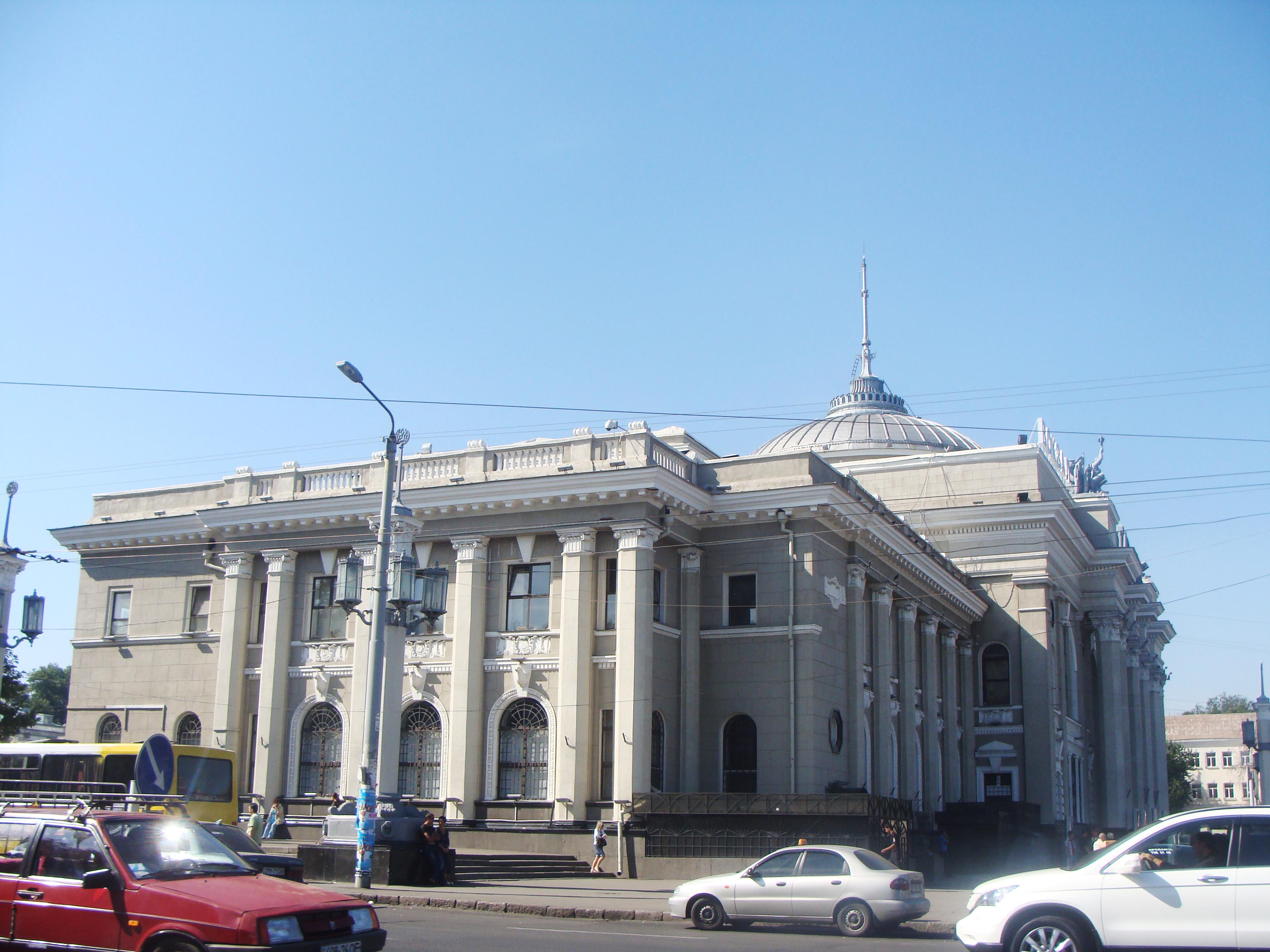
側面